# Temple protestant de Châteauroux
Le temple protestant de Châteauroux est un lieu de culte situé rue Thabaud-Boislareine, à Châteauroux, préfecture du département de l'Indre. La paroisse est membre de l'Église protestante unie de France.

## Histoire
À la Renaissance, les idées humanistes de la Réforme protestante sont diffusées dans la région sous la protection de la duchesse du Berry Marguerite de Valois-Angoulême, sœur ainée du roi François Ier. Bourges, cité universitaire, accueille les premières prédications luthériennes, et le réformateur Jean Calvin y étudie entre 1929 et 1930. Les premiers temples apparaissent à Bourges, Aubigny (1556) Sancerre, Saint-Amand, La Châtre (1559).
Les Guerres de Religion, marquées par les exactions du gouverneur du Berry, le catholique Claude de La Châtre de La Maisonfort, sont apaisées par l'Édit de Nantes, signée par le roi Henri IV, petit-fils de Marguerite d'Angoulême et longtemps protestant. l’Édit accorde deux places fortes aux Huguenots, Sancerre et Argenton. En 1619, Louis II de Bourbon-Condé, dit « le Grand Condé », né protestant et converti au catholicisme, est nommé gouverneur du Berry. Il entame une persécution des protestants.
En 1867, pendant le Second Empire, les protestants de Châteauroux obtiennent l'autorisation officielle de célébrer un culte public, ce qu'ils font en louant une salle. Après la Guerre franco-allemande de 1870 et la perte de l'Alsace-Lorraine, de nombreux réfugiés luthériens s'installent à Châteauroux. En 1873, Pierre Clérault, capitaine à la retraite, lègue un fonds pour élever un temple. Le 10 juin 1874, un décret permet à la communauté d'acquérir une maison rue Saint-Jacques (aujourd’hui, rue Thabaud Boislareine), complété par deux autres maisons limitrophes en 1877 pour le presbytère. Le temple est édifié sur les plans d'Alfred Dauvergne, architecte départemental de l'Indre,.
Entre 1937 et 1956, le pasteur Willy Widmann est pasteur de la paroisse. Un portrait, réalisé par le peintre Hélier Cosson, est installé dans le temple en 2020. Le temple est restauré en 2021, alors que Luc Serrano est pasteur de l'église protestante unie de l'Indre et de la Creuse,.